# Агула
А́гула (ест. Ahula küla) — село в Естонії, у волості Ярва повіту Ярвамаа. Розташоване на автошляху 5 (Пярну — Раквере — Симеру). населення — 294 особи (на 31 грудня 2011 року)

## Історія
До 21 жовтня 2017 року село входило до складу волості Албу.

## Пам'ятки природи
На північний схід від села лежить природний заповідник Курісоо (Kurisoo LKA).

## Люди
В селі народилася Вінкель Лейда Освальдівна (1930—2018) — доярка, партійний діяч, Герой Соціалістичної Праці.